# Малый Холожин (Брестская область)
Малый Холожи́н (бел. Малы Халажын) — деревня в Пинском районе Брестской области Белоруссии. Входит в состав Оховского сельсовета. По переписи населения 2019 года в деревне насчитывалось 37 человек.

## История
С 1647 года принадлежала Терлецким. затем пинским иезуитам, а в XIX веке — Корсакам.
В состав деревни Малый Холожин входили нынешние деревни:
— Большой Холожин (Деревня относилась к имению Холожинок. В конце XIX века проживало 176 человек. Герард Корсак владел 483десятинами земли, еще 25 десятин имел отставной рядовой Иван Ляс- ковский. До 1934 года здесь распоряжалась Мария Корсак. Затем Холожинок наследует Идалия Корсак (107,1 га пашни, 60,9 лугов, 180,4 леса, 9,1 другой земли). Управляющим работал Зыгмунт Сердаковский.
В 1938 году имение было присоединено к деревне Полторановичи.)
— Полторановичи (Местное имение относилось к деревне Холожин и называлось Малый Холожинок. В xviii столетии земли принадлежали пинским иезуитам. После закрытия ордена — государственная деревня В 80-х годах XIX века числилось 11 дворов, проживало 68 человек Действовало народное училище До 1934 года имение находится в собственности Корсаков, затем Схирмунттов Сохранившийся усадебный дом конца XIX-начала XX века относится к историко-культурным ценностям)
Усадебно-парковый комплекс Корсаков в фольв. Холожин (Сейчас деревня Полторановичи)